# Paddington: Gấu thủ chu du
Paddington: Gấu thủ chu du (tên tiếng Anh: Paddington in Peru) là một bộ phim điện ảnh hoạt hình người đóng thuộc thể loại hài – phiêu lưu do Dougal Wilson làm đạo diễn trong tác phẩm đầu tay của mình. Dựa trên câu chuyện của chú gấu Paddington do Michael Bond sáng tạo, đây là phần phim thứ ba thuộc loạt phim Chú gấu Paddington và đồng thời cũng là phần hậu truyện của Paddington (2014) và Paddington 2 (2017).